# يونس حبيب
يونس حبيب  كان سياسي مرب و صحافي في شينجيانغ و هو تتاري ومسلم . بعد أن عاد إلى الصين من تركيا حيث درس
نظم الجريدة الأولى في لغة الويغورا .